# Nachtmahr (Band)
Nachtmahr ist ein Projekt des österreichischen Musikers Thomas Rainer, der auch unter dem Pseudonym MechanicMind firmiert und unter anderem bei den Projekten L’Âme Immortelle und Siechtum mitwirkte. Die Geschichte des Projektes ist von anhaltenden Diskussionen um die als totalitär wahrgenommene ästhetische Ausrichtung begleitet.

## Bandgeschichte

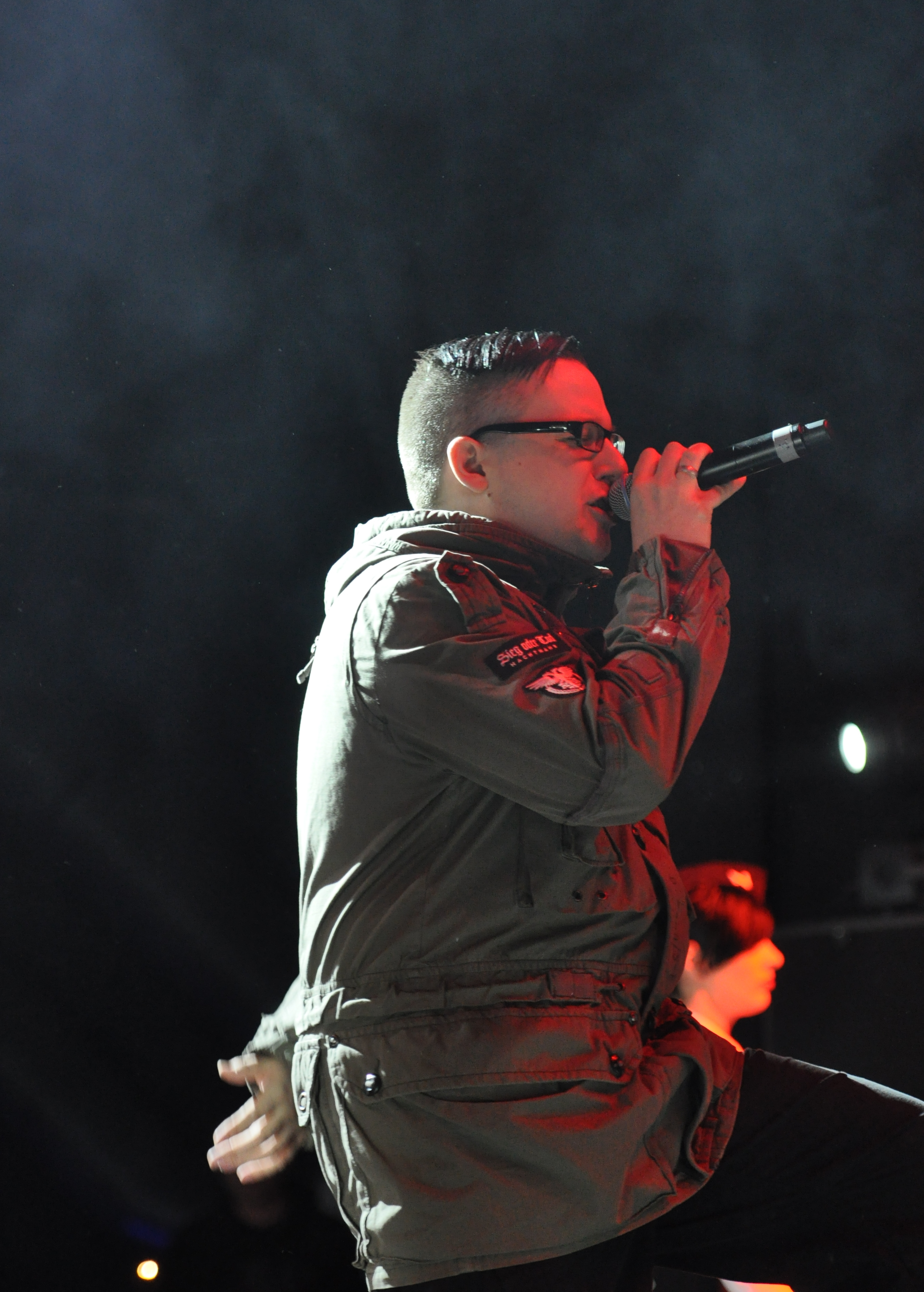
Thomas Rainer mit Nachtmahr beim e-tropolis Festival 2013

Thomas Rainer begann seine Musikkarriere 1996 mit dem Projekt L’Âme Immortelle. 2007 gründete Rainer das Projekt Nachtmahr. Der Bandname solle etwas repräsentieren, das sich festsetze und einen verfolge. Er solle sich in den Köpfen der Leute manifestieren: „Wenn die Leute aus der Disco nach Hause gehen und sich schlafen legen, sollen sie idealerweise immer noch vom Nachtmahr und seiner Musik belagert werden“, so Rainer.
2000 veröffentlichte Thomas Rainer die auf 2000 Stück limitierte EP Kunst ist Krieg, welche Remixe von Xotox, Endif, FabrikC und XPQ-21 beinhaltet. Das „Kunst ist Krieg“-Thema ist seither ein wichtiger Bestandteil von Nachtmahr. Thomas Rainer wolle damit die Ambivalenz zwischen Soldaten und Musikern herausstellen: „Bei genauerer Betrachtung findet man zwischen diesen beiden eigentlich sehr unterschiedlichen Personengruppen sehr viele Parallelen, was den Ausschlag gab, die Ästhetik von Nachtmahr in diese Richtung zu lenken. […] Das militärische und […] totalitäre Image von Nachtmahr beruht auf den Gemeinsamkeiten der Kriegskunst mit der Musikkunst. Ich spreche in dem Zusammenhang gerne von Klangsoldaten, wie sie an der Front (der Bühne) im Sperrfeuer stehen. Und anstelle von Maschinengewehren schießen sie mit fetten Beats.“
Im Juni 2008 erschien das Debütalbum Feuer Frei, dessen Lied Katharsis es in den DAC Single Charts auf Platz 3 schaffte. Es folgten diverse Auftritte auf Festivals wie dem Wave-Gotik-Treffen und dem Amphi Festival, und Konzerte in den Vereinigten Staaten. Die auf 1.999 Stück limitierte Katharsis EP erschien am 19. September 2008. Im Jahr 2010 erschien die EP Mädchen in Uniform. Der Song wird u. a. vom Szene-Musikmagazin Orkus! als „waschechter EBM-Track“ bezeichnet. Thomas Rainer selbst orientierte sich nach eigenen Angaben an Nitzer Ebb und DAF. Auf der EP befindet sich unter anderem das Falco-Cover Titanic. Weitere Veröffentlichungen und Auftritte, überwiegend im deutschsprachigen Raum – aber bereits 2008 die erste USA-Tour und 2011 die erste Tour durch Australien – folgten.
Im Januar 2020 erschien das Akustikalbum Flamme, das sich vom vorherigen Schaffen stilistisch unterschied. Das Album präsentiert Neuaufnahmen früherer Stücke als Neofolk-Interpretationen. Im Mai des gleichen Jahres erschien mit Funke eine weitere EP, die zwei Neuaufnahmen im gleichen Stil enthielt. Thomas Rainer erklärte, wie es dazu kam: „Am Vortag einer Nachtmahr-Show in Prato (Italien) waren wir bei Emanuele Trinci (Selene Riot, Grendel-Gitarrist) eingeladen. Es floss Wein aus eigenem Anbau, und seine Mutter kochte toskanische Spezialitäten. Zu später Stunde machte eine Akustikgitarre die Runde, und wir stimmten eine Unplugged-Version von Tanzdiktator an. Der Rest ist Geschichte.“

## Stil und Konzept

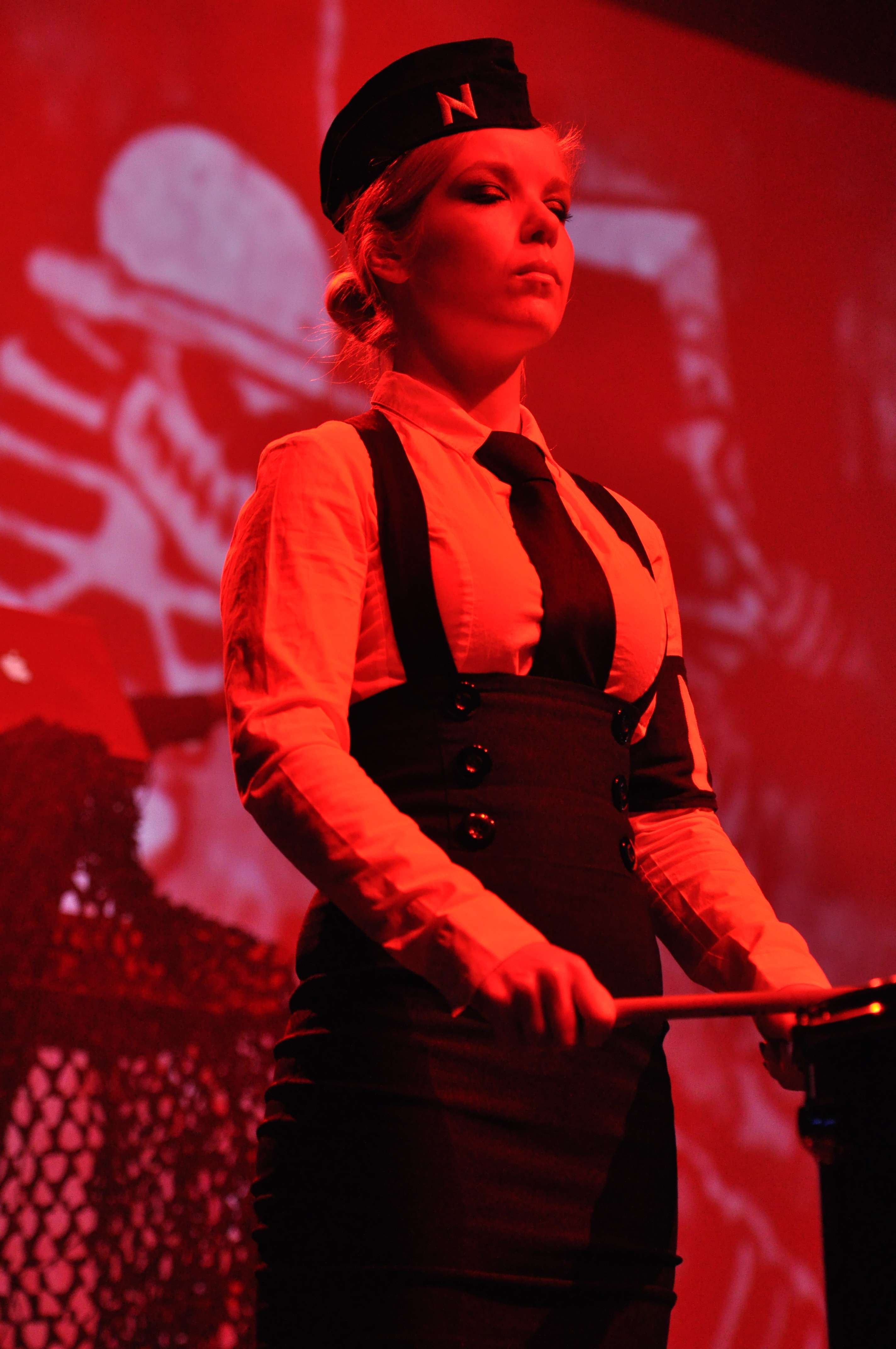
Uniformen und Marschtrommeln verweisen auf die Kernthemen Nachtmahrs

Konzeptionell ist das Projekt auf die Themenkomplexe Krieg und Uniformfetischismus hin ausgerichtet. Beide Topoi sind für die Musik, Tonträgergestaltung und Auftritte des Projektes prägend. In einem Interview mit dem Orkus!-Magazin wurden Nachtmahrs Inhalte als „gewohnt kontroverser Stoff“ bezeichnet. Dass er polarisiert, ist Thomas Rainer bewusst: „Ich sage die Dinge, die ich will und muss, und versuche nicht krampfhaft, ein gewisses Provokationslevel zu übertreffen. Mit Nachtmahr bin ich in einer Position, die für jeden Künstler wünschenswert sein sollte: Ich polarisiere.“
Zu Konzerten treten als „Mädchen in Uniform“ gekleidete Tänzerinnen mit Elementen einer BDSM-Performance in Erscheinung. Ebenso werden Videosequenzen ergänzend genutzt die „cartoonartige Propaganda und erschütternde Kriegsszenarien mit militärischem Gerät und zerbombten Landschaften im 40er-Jahre Schwarzweiß-Chic“ vermengen. Die „Mädchen in Uniform“ sind, ebenso wie der Rekurs auf eine totalitäre Ästhetik der ersten Hälfte des 20. Jahrhunderts, in den Illustrationen der Tonträger präsent.
Rainer bezeichnet die Musik von Nachtmahr, mit Verweis auf den in der Schwarzen Szene zum Suprabegriff stilisierten Industrial, als „Imperial Austrian Industrial“. Musikalisch orientiert sich das Projekt derweil am Aggrotech. Rezensenten verweisen auf eine deutliche Kombination aus elektronischer Härte, als aggressiv wahrgenommenen Texten und Melodie. So gilt die Musik als auf Tanzbarkeit und Disco-Kompatibilität hin ausgerichtet. Zum einordnenden Vergleich wird in einer für Metal.de verfassten Rezension, auf die Interpreten Chainreactor und X-Rx verwiesen. Die konzeptionelle Kriegsthematik wird in den Musikstücken über lyrische Verweise, Marschrhythmen und Samples aufgegriffen. Die Lieder sind mit wenigen Ausnahmen, wie dem englischsprachigen Titel I Believe (in Blood), einem Beitrag zum Soundtrack des Films Saw IV, in deutscher Sprache verfasst. Nachtmahr-Texte sind Rainer zufolge dabei bewusst in „einer härteren Sprache [verfasst], da die Musik danach verlangt, doch sind die Themen, die in den Texten behandelt werden, weit weniger „drastisch“, als man es auf den ersten Blick vermuten mag“. Musikalische Orientierungspunkte für Nachtmahr sieht Thomas Rainer neben den bereits erwähnten Formationen DAF und Nitzer Ebb in Bands wie Laibach, Wumpscut, Front Line Assembly, Front 242 und Dissection.

„Sprachsamples, monotone und hämmernde Beats, verzerrte Vocals und immer wieder ein Hauch von Melodik, der den Songs tatsächlich einen Wiedererkennungswert verschafft.“

## Kritik

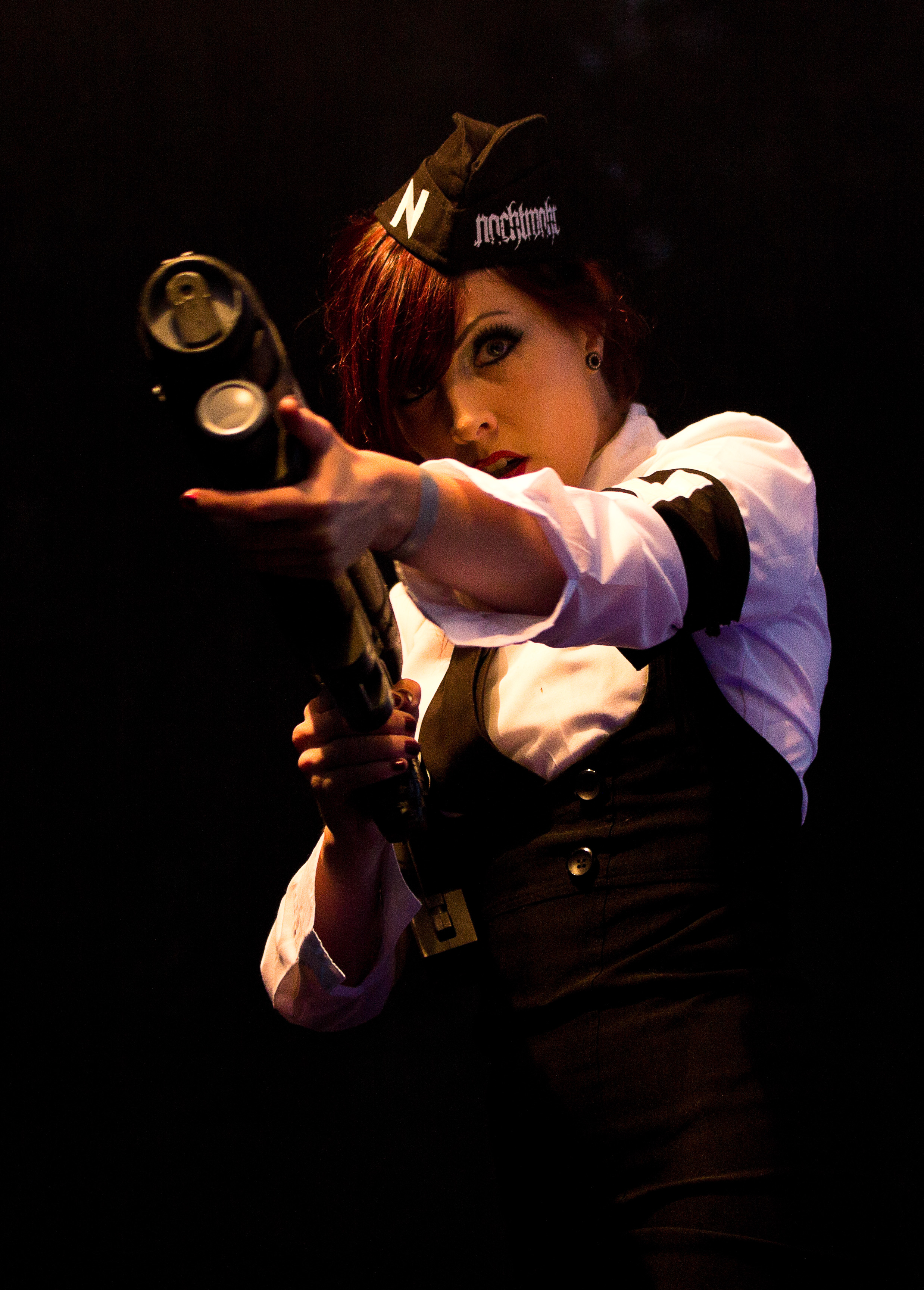
Die auf der Bühne von Nachtmahr stets präsenten Mädchen in Uniform werden aufgrund der Kleidung sowie der Armbinde als faschistoid kritisiert

Das Projekt spielt mit einer militärischen und totalitären Ästhetik, die spätestens Laibach und Death In June sowie später Sol Invictus in die Szene eingeführt haben, und wurde für diese Ästhetik scharf kritisiert. Die kritische Auseinandersetzung mit Nachtmahr rekurriert dabei auf den seit Dekaden geführten Diskurs um die Schwarze Szene im Spannungsfeld rechter Ideologien. In diversen Interviews nimmt Thomas Rainer immer wieder klar Abstand von der rechten Szene und verteidigt seine künstlerische Integrität: „Es sollte doch um Rebellion und Provokation gehen und nicht um den Versuch, es allen recht zu machen!“ Auch das Legacy Magazin stellte klar, dass hinter Nachtmahr so viel mehr stecke als „stumpfe Provokation“.
Marcus Stiglegger sieht Nachtmahr mit ihrem martialisch-militärischen Auftreten in einer Tradition des von ihm geprägten Begriffs „Nazi-Chic“. Ziel dieser ästhetischen Selbstinszenierung, im Publikum wie auf der Bühne, sei es, „sexy zu sein, […] sich vom Rest abzuheben […] und […] einer bestimmten Band zu huldigen[.]“ Dabei würden gerade Nachtmahr offensiv und unreflektiert den „Totalitarismus von Pop“ ausleben. Thomas Rainer beteuert immer wieder, dass die Uniformen „eine Reflexion von Uniform-Fetischismus“ seien. Zudem seien es Fantasieuniformen – mit einer Ausnahme: „Das war beim Album Antithese, wo es Sowjet-Uniformen waren. Wir haben die Fotos in Moskau geshootet. Es war ein Fingerzeig für all jene, die sagen, dass Nachtmahr Nazi-Uniformen tragen würden. Das sind sie natürlich auch heute nicht. Sie stammen hauptsächlich aus britischem und US-amerikanischem Bestand. Wir kombinieren das dann zu Fantasieuniformen.“ „Die ursprüngliche Idee, ein militärisches Bild zu verwenden, war seine Aura von Macht und Autorität, die meiner Meinung nach perfekt zum harten elektronischen Stil und den geschrienen Vocals der Musik passt. Die Inspirationen waren vielfältig und die ersten auf der Bühne verwendeten Uniformen waren österreichische Tarnuniformen aus den 1970er Jahren“, erklärte Thomas Rainer in einem Interview mit dem Online-Magazin Reflections of Darkness. Auch Oswald Henke von Goethes Erben attestiert Nachtmahr in einem Interview 2017 eine „zwiespältige Ästhetik“ die er allerdings „als Kabarett ansehe.“ Problematisch in der Auseinandersetzung mit dem Projekt sei weniger der Impetus Rainers, als die inhärente Mehrdeutigkeit der gewählten Ästhetik. So sei das „erschreckende […], dass es da Leute gibt, die Sachen für bare Münze nehmen. Und da muss man sich bewusst machen, wie weit man Massen aufhetzen kann.“ Wie Stiglegger verweist Henke hierbei auf die Verwendung der „Mechanismen des Faschismus“ als bloßes Stilmittel. Ähnlich verweist Rainer selbst auf ästhetische und erotische Bezugspunkte. Das Cover der EP aus dem Jahr 2010 Mädchen in Uniform ist dem Plakat des Films Der Nachtportier entlehnt. Im Hinblick auf das genutzte Bild und den Titel des Albums betonte Rainer die erotische Komponente. Er erläuterte den Titel als „Auseinandersetzung mit einem kleinen Tabu der Gesellschaft, nämlich, dass Uniformen für uns nicht nur Autorität ausstrahlen, sondern auch eine starke sexuelle Anziehungskraft haben.“ Den Uniform-Fetisch erklärte Thomas Rainer folgendermaßen: „Wenn man sich an seine Schulzeit zurückerinnert, ließ diese strenge Oberlehrerin vielleicht die ersten jugendlichen Triebe aufkeimen. Das hatte zumindest bei mir eine gewisse Erotik inne – und war es auch nur, weil sie die erste fremde Frau in unserem Leben war und Macht über uns hatte. Ähnlich ist es bei einer Uniform, die auch jene Macht und Autorität versprüht und ein gewisses Gefühl des Ausgeliefertseins verursacht. Ich finde Uniformen schon lange sehr anziehend und trage auch gerne selbst welche.“
2014 nahm Thomas Rainer im Stück Die Fahnen unserer Väter (aus dem Album Feindbild) textlich ganz klar Stellung zum Thema Krieg: „Es beschäftigt sich konkret mit dem österreichischen Widerstand gegen die deutsche Besatzungsmacht im Zweiten Weltkrieg und ist sowohl ein flammendes patriotisches Bekenntnis für meine Heimat als auch ein Statement gegen die Gräuel dieses Krieges.“ In zahlreichen weiteren Songs positioniert sich Nachtmahr klar, wie Rainer erklärte: „Viele Songs sind sehr kritisch gegenüber Autorität, Krieg und dem Zustand der gegenwärtigen Welt und sollten nahezu keinen Raum für Fehlinterpretationen lassen. Wenn Menschen Bilder von ihrem Kontext trennen, fällt diese Verantwortung weg, da es eine Herkulesaufgabe wäre, Kunst zu schaffen, die außerhalb ihres Kontexts nicht fehlinterpretiert werden kann. Darüber hinaus verzichten wir vollständig auf politische Kommentare jeglicher Art, um zu vermeiden, dass wir von irgendeiner Seite ‚übernommen‘ werden. Wenn Maßnahmen erforderlich sind, ergreifen wir diese rasch, wie z. B. die Absage unseres Konzerts beim Black Mountain Festival, als Gerüchte aufkamen, der Veranstalter würde über die offiziellen Kanäle der Veranstaltung öffentlich die deutsche AfD unterstützen.“
Die auf Nachtmahr bezogene Kritik führte 2012 und 2020 im Zuge von Konzerten zu direkten Konfrontationen. Während eines gemeinsamen Konzertes mit Combichrist und Ad·ver·sary im Jahr 2012 nutzte Jairus Kahn von Ad·ver·sary einen Teil seiner Auftrittszeit, um den Auftritt von Nachtmahr als sexistisch und faschistoid anzumahnen. Rainer gab an, Kahns Meinung zu respektieren, sein Projekt jedoch anders zu bewerten. Er bezeichnete die militärische Kleidung als einen sexuellen Fetisch, diesen lebe er auf der Bühne und in seinen Tonträgerveröffentlichungen aus. Auf das Thema Sexismus angesprochen, entgegnete Bandmitglied Kateryna Gubanova (Keyboards, Performance) in einem Interview mit Reflexions of Darkness: „Unsere künstlerische Vision als Band wurzelt im kreativen Ausdruck und der Erforschung von Fantasien und Ästhetik, die uns als Individuen ansprechen. Obwohl ich respektiere, dass unsere visuelle Präsentation einige kritische Diskussionen über Geschlechterdarstellungen ausgelöst hat, halte ich es für wichtig, einige Punkte klarzustellen. Erstens sind die Frauen in unserer Band, mich eingeschlossen, nicht nur unterwürfige Figuren auf der Bühne – wir sind aktive Teilnehmerinnen und Musikerinnen. Ich bin Keyboarderin und meine Rolle ist nicht nur dekorativ. Wenn wir auftreten, drücken wir uns auf eine Weise aus, die sich für uns natürlich und authentisch anfühlt. Wir treffen unsere eigenen Entscheidungen darüber, wie wir uns präsentieren, geprägt von unserem künstlerischen Empfinden und dem, was wir als ermächtigend empfinden. Wenn unsere Ästhetik manchmal mit provokativen oder transgressiven Bildern spielt, dann entspringt dies einer persönlichen Entscheidungsfreiheit und nicht der Absicht, irgendwelche Stereotypen zu fördern. […] Obwohl ich nicht glaube, dass unsere Auftritte Frauen von Natur aus objektivieren, verstehe ich die Bedenken und begrüße den Dialog. […] Letztendlich geht es in unserer Band um die Musik, die wir machen, und die persönliche kreative Erfüllung, die wir durch gemeinsame Auftritte erhalten.“ Den Vorwürfen der Verherrlichung des Faschismus und Nationalsozialismus entgegnete Thomas Rainer, als österreichischer Patriot keinen ideologischen Bezug zum Nationalsozialismus zu haben. 2015 hatte die Antifa zum Boykott der Formation aufgerufen: Anlass war Nachtmahrs Auftritt bei dem M’era Luna Festival. Thomas Rainer erzählte später in einem Interview: „Als ich davon Wind bekommen habe, bin ich aktiv auf die Gruppe zugegangen, habe den Dialog gesucht und ihnen anhand von vergangenen Interviews und Songtexten die Widersprüchlichkeit ihrer Vorwürfe dargelegt. Kurz darauf folgte eine schriftliche Entschuldigung an mich und auf deren Website.“ Im Februar 2020 griff eine lokale Antifa-Gruppe Besucher eines Nachtmahr-Konzerts in Basel tätlich an. Dies geschah in der Annahme, es handle sich um eine Band aus dem rechten Spektrum. Rainer bestritt diese politische Zuordnung und warf der Gruppierung eine „komplett falsche[…] Faktenlage“ vor. Auf die Nacht zum 24. November 2024 musste ein Konzert der Band im Musikzentrum Hannover abgebrochen werden, als zwei Personen „Nazis raus“-rufend die Bühne stürmten und einen Rauchtopf entzündeten. Außerdem zündete eine Gruppe von fünf bis 20 Protestierenden Rauchgranaten. Nur kurze Zeit später veröffentlichten Nachtmahr auf ihren Social-Media-Kanälen ein Statement: „Wir grenzen uns ganz klar von rechtsradikalem Gedankengut und jeglicher Form von menschenverachtender Ideologie ab. NACHTMAHR steht für Weltoffenheit, Toleranz, Freiheit der Kunst und des Ausdrucks.“

## Diskografie
| Alben - 2008: Feuer Frei! - 2009: Alle Lust will Ewigkeit - 2010: Semper Fidelis - 2012: Veni Vidi Vici - 2014: Feindbild - 2016: Kampfbereit - 2019: Antithese - 2020: Flamme - 2021: Stellungskrieg - 2021: Beweg dich! - 2024: Verboten! | EPs - 2007: Kunst ist Krieg - 2008: Katharsis - 2010: Mädchen in Uniform - 2011: Can You Feel The Beat? - 2016: Mit vereinten Kräften (Remixe) - 2018: Widerstand - 2018: Gehorsam - 2020: Funke - 2022: Rache | Kompilationen - 2017: Unbeugsam |